# Otto Falkenberg (Politiker)
Otto Rudolf Falkenberg (* 23. März 1902 in Lodz, Russisches Kaiserreich; † 3. Februar 1985) war ein deutscher Politiker (SED). Er war von 1948 bis 1950 Minister für Wirtschaftsplanung des Landes Brandenburg.

## Leben
Falkenberg besuchte die Volksschule, wurde zunächst Schlosser und bildete sich auf dem Technikum weiter. Anschließend arbeitete er bis zum Jahre 1933 in verschiedenen Betrieben als Ingenieur.
Weil Falkenberg sich schon in jungen Jahren in der Arbeiterbewegung und in Gewerkschaften engagierte, musste er 1933 vor der Verfolgung zunächst in die Emigration gehen. In den Niederlanden wurde er Sekretär der 1937 gegründeten „Vereeniging van Duitse Emigranten“. Im Jahre 1940 wurde er verhaftet und zuletzt in das Konzentrationslager Sachsenhausen gebracht. 
Nachdem er aus dem Lager im Jahre 1945 befreit wurde, übernahm er in der Landesverwaltung Sachsen das Amt für Betriebsverordnungen. Im Anschluss daran wurde ihm die Leitung der sächsischen volkseigenen Betriebe übertragen. Er gehörte der SED seit ihrer Gründung an und verwaltete vom 17. Februar 1948 bis 1950 das Ministerium für Wirtschaftsplanung des Landes Brandenburg. Ab dem 1. Mai 1950 war er Handelsrat in der Volksrepublik China. Später arbeitete er an der DDR-Botschaft bzw. DDR-Handelsvertretung in Prag und danach bei der Staatlichen Plankommission der DDR.
Er heiratete 1933 die Innenarchitektin Ida Falkenberg-Liefrinck.